# Юрьева, Мария Ивановна
Мария Ивановна Юрьева (Коссе) (род. 1927) — советский передовик производства в сельском хозяйстве. Герой Социалистического Труда (1950).

## Биография
Родилась 30 июня 1927 года в селе Старобешево, Донецкой области Украинской ССР в крестьянской семье.
До 1941 года получила начальное образование, в период немецкой оккупации находилась в селе Старобешево, а с 1943 года после освобождения села поступила на работу в полеводческую бригаду местного колхоза «Запорожец».
В 1947 году М. И. Коссе (Юрьева) возглавила молодёжное звено из шестнадцати девушек по выращиванию зерновых культур, кукурузы и подсолнечника, семена которых удавалось найти для посева.
В 1949 году по итогам работы за год звеном М. И. Коссе был получен урожай подсолнечника 25,7 центнера с гектара на площади 12,5 гектара.
2 июня 1950 года Указом Президиума Верховного Совета СССР «за получение высоких урожаев пшеницы и подсолнечника в 1949 году» Мария Ивановна Коссе была удостоена звания Героя Социалистического Труда с вручением Ордена Ленина и золотой медали «Серп и Молот», этим же указом ещё двое тружеников колхоза «Запорожец» и его председатель Д. Л. Коссе за высокие урожаи подсолнечника были удостоены звания Героя Социалистического Труда.
М. И. Юрьева дважды принимала участие в работе ВДНХ СССР.
С 1982 года — на пенсии. Живёт в посёлке Старобешево, Донецкой области на Украине.

## Награды
- Медаль «Серп и Молот» (2.06.1950)
- Орден Ленина (2.06.1950)
- Медаль «За доблестный труд в Великой Отечественной войне 1941—1945 гг.»

### Звание
- Почетный гражданин Старобешевского района